# Heparin
Heparin (od antičkog grčkog ηπαρ (hepar), jetra), takođe poznat kao nefrakcionisani heparin, je visokosulfatisani glikozaminoglikan, koji je u širokoj upotrebi kao ubrizgavajući antikoagulant. On ima veoma visoku gustinu negativnog naelektrisanja. On se takođe koristi za formiranje unutrašnjeg antikoagulantne površine na raznim eksperimentalnim i medicinskim uređajima kao što su epruvete i mašine za renalnu dijalizu.
Mada se koristi u medicini za antikoagulaciju, njegova prava fiziološka uloga u telu nija jasna. Antikoagulacija krvi se postiže uglavnom heparan sulfatom, proteoglikanom izvedenim iz endotelnih ćelija. Heparin se obično skladišti unutar sekretornih granula mast ćelija i oslobađa se samo u vaskulaturu na mestima povrede tkiva. Pretpostavlja se da je umesto antikoagulacije, glavna svrha heparina je odbrana takvih mesta od invazije bakterija i drugih stranih materijala. U prilog ovoj pretpostavci ide činjenica, da je on je konzerviran kod brojnih i veoma različitih vrsta, među kojima su i bezkičmenjaci koji nemaju sličan krvni koagulacioni sistem.

## Struktura heparina
Prirodni heparin je polimer sa molekulskom masom u opsegu od 3  do 30 kDa, mada je prosečna molekulska masa većine komercijalnih heparinskih preparata u opsegu od 12 kDa do 15 kDa. Heparin je član glikozaminoglikanske familije ugljenih hidrata (koja obuhvata blisko srodni molekul heparan sulfat) i sastoji se od varijabilno sulfatisane ponavljajuće disaharidne jedinice. Glavne disaharidne jedinice heparina su prikazane ispod. Najčešća disaharidna jedinica se sastoji od 2-O-sulfatisane iduronske kiseline i 6-O-sulfatisanog, N-sulfatisanog glukozamina, IdoA(2S)-GlcNS(6S). Na primer, to čini 85% heparina iz goveđih pluća i oko 75% tog iz svinjske crevne sluzokože. Ispod nisu prikazani retki disaharidi koji sadrže 3-O-sulfatisani glukozamin (GlcNS(3S,6S)) ili slobodnu amino grupu. Pod fiziološkim uslovima, estar i amid sulfatne grupe su deprotonisane i privlače pozitivno naelektrisane jone čime se formiraju heparinske soli. U toj formi se heparin obično koristi kao antikoagulans.
Jedna jedinica heparina („Hovelova jedinca“) je količina približno ekvivalentna sa 0.002  čistog heparina, i to je količine neophodna za održavanje 1 mL krvnog fluida tokom 24 sata na 0 °.

### Skraćenice
- -glukuronska kiselina
- -iduronska kiselina
- = 2-O-sulfo-α-L-iduronska kiselina
- = 2-deoksi-2-acetamido-α--glukopiranozil
- = 2-deoksi-2-sulfamido-α--glukopiranozil
- = 2-deoksi-2-sulfamido-α--glukopiranozil-6-O-sulfate

## Literatura
- Francis CW, Kaplan KL,  . (2006). „Chapter 21. Principles of Antithrombotic Therapy”.  Ур.: Lichtman MA, Beutler E, Kipps TJ. Williams Hematology (7th изд.). ISBN 978-0071435918. Архивирано из оригинала 7. 7. 2011. г. Приступљено 8. 9. 2011.
- Cox, M.; Nelson, D. (2004). Lehninger, Principles of Biochemistry. Freeman. стр. 1100. ISBN 978-0-7167-4339-2.
- Marcum, J. A. (2000). „The origin of the dispute over the discovery of heparin”. Journal of the History of Medicine and Allied Sciences. 55 (1): 37—66. PMID 10734720. doi:10.1093/jhmas/55.1.37.

## Spoljašnje veze
- Istorija heparina